# Осиновка (Коренёвский сельсовет)
Оси́новка (бел. Асі́наўка, пол. Osinówka) — деревня в Сморгонском районе Гродненской области Белоруссии.
Входит в состав Коренёвского сельсовета.
Расположена в центральной части района на правобережьи реки Гервятка. Расстояние до районного центра Сморгонь по автодороге — около 6 км, до центра сельсовета деревни Корени по прямой — чуть более 6 км. Ближайшие населённые пункты — Белковщина, Красное, Сморгонь. Площадь занимаемой территории составляет 0,9840 км², протяжённость границ 12730 м.
Согласно переписи население деревни в 1999 году насчитывало 277 человек.
До 2008 года Осиновка входила в состав Белковщинского сельсовета.
Через деревню проходят местные автомобильные дороги:
- Н6135 Сморгонь — Ябровичи
- Н7393 Василевичи — Левки — Осиновка

Через населённый пункт проходят регулярные автобусные маршруты:
- Сморгонь — Стрипуны
- Сморгонь — Ябровичи